# Dominion Transmission
Dominion Transmission — система газопроводів на північному сході США, у штатах Західна Вірджинія, Огайо, Пенсільванія, Нью-Йорк, а також в Меріленді та на півночі Вірджинії.
У складі Dominion Transmission, загальна довжина якої досягла 7800 миль, можливо виділити кілька основних елементів:
- західну гілку від округу Warren в Огайо до Піттсбурга в Пенсильванії;
- південно-західну гілку від округу Buchanan у Вірджинії через всю Західну Вірджинію до згаданого вище Піттсбурга;
- північну частину системи, яка починається від з'єднання двох попередніх та тягнеться через Пенсильванію та центральну частину штату Нью-Йорк;
- газопровід Dominion Cove Point, що подавав до Пенсильванії регазифіковану продукцію з терміналу Коув-Поінт в Меріленді.
Одним із джерел наповнення системи слугують інтерконектори з потужними трубопроводами, прокладеними з регіону Мексиканської затоки — ANR Pipeline, Tennessee Gas Pipeline, Transco, Texas Eastern Transmission. При цьому гілка із Західної Вірджинії подавала також продукцію місцевого видобутку, зокрема метан вугільних пластів. Що стосується терміналу Коув-Поінт, то, починаючи з 1980 року, він тривалий час простоював через недостатній попит. На початку 2000-х термінал знову запустили в експлуатацію, а в 2009-му з'явилась можливість подачі до системи Dominion Transmission через трубопровід Rockies Express природного газу із заходу, з басейнів Скелястих гір.
Проте в цей час вже розпочалась «сланцева революція», одними з центрів якої стали Західна Вірджинія та Пенсильванія. Видобутий у сланцевих формаціях Утіка та Марцеллус природний газ транспортується по системі Dominion Transmission (до якої потрапляє зокрема через Equitrans Pipeline та Allegheny Valley Connector), при цьому згаданий вище Rockies Express перевели у реверсний режим, а термінал Коув-Поінт вирішено перепрофіліювати у завод із виробництва ЗПГ на експорт.
Можливо також відзначити, що Dominion Transmission має численні інтерконектори з іншою газопровідною системою північного сходу США — Columbia Gas Transmission. 